# معركة تيليريا
معركة تيليريا (باليونانية: Μάχη της Τηλλυρίας)‏أو معركة كوكينا (باليونانية: Μάχη των Κοκκίνων)‏،  المعروفة أيضًا باسم مقاومة إرينكوي (بالتركية: Erenköy Direnişi)‏،  كانت نزاعًا مسلحًا في أغسطس 1964 بين وحدات من الحرس الوطني القبرصي والجماعات المسلحة القبرصية التركية، مع دعم جوي تركي، في منطقة كوكينا في قبرص.

## الموقع
في عام 1964، وقت المعركة، كانت قبرص محكومة من قبل كيانين من الدول ذات السيادة - جمهورية قبرص ومناطق القاعدة السيادية البريطانية. تضمنت المناطق الخاضعة لجمهورية قبرص عددًا من الجيوب الكبيرة والمحصنة، التي تسكنها أقلية القبارصة الأتراك في الجزيرة، والتي تراجعت إلى مواقع دفاعية حول القرى الخاضعة للسيطرة التركية في أعقاب اندلاع اضطرابات مدنية كبيرة في عام 1963.
كانت منطقة تيليريا في قبرص محاطة إلى حد كبير بمنطقة مورفو الإدارية في الشمال الغربي من الجزيرة، وتشكل جزءًا كبيرًا من الساحل الجنوبي لخليج مورفو. على هذا الخط الساحلي في كوكينا يقع جيب تركي شديد التحصين يتراوح عدد سكانه بين 750 و1000 نسمة.

## السياق السياسي
في نوفمبر 1963، اقترح رئيس جمهورية قبرص، رئيس الأساقفة مكاريوس الثالث، 13 تعديلاً دستوريًا لدستور حكومة البلاد. وقد استهدفت إدارة مكاريوس هذه التعديلات في المقام الأول إعادة تنظيم توزيع القوة العاملة من القبارصة اليونانيين والقبارصة الأتراك وقوة التصويت في الحكومة والخدمات المدنية والجيش وقوات الشرطة. كان من شأن هذه التعديلات المقترحة أن تؤثر أيضًا على توزيع القبارصة اليونانيين والقبارصة الأتراك الذين يخدمون أجهزة الخدمة القضائية والتنفيذية والبلدية للحكومة، لصالح تقسيم بنسبة 70 ٪ إلى 30 ٪، مرجحًا لأغلبية السكان القبارصة اليونانيين (77 ٪) على الأقلية القبرصية التركية (18٪).
في حين أن الجانبين اليوناني والتركي في الحكومة كانا بالفعل مستقطبين إلى حد كبير لصالح مصالح "الدولتين الأم" (أي اليونان وتركيا) ، رفض ممثلو القبارصة الأتراك داخل الحكومة التعديلات الدستورية، على أساس أنها تحرم القبارصة الأتراك من التمثيل المتساوي. وبالمثل، رفض القبارصة اليونانيون التعديلات.
وقد أدى ذلك إلى تصعيد العنف الطائفي القبرصي في الأحداث التي أطلق عليها "عيد الميلاد الدموي"، ونهاية تمثيل القبارصة الأتراك في حكومة جمهورية قبرص.

## السياق الديموغرافي والجيوسياسي
ضربت سلسلة من الفظائع والأعمال الإرهابية بين المجتمعات المحلية الجزيرة منذ أواخر ديسمبر 1963، حيث بدأ العنف بين المتطرفين الأتراك واليونانيين. تصاعد هذا العنف بسرعة، وعززته المشاعر القومية الموجودة مسبقًا على كلا الجانبين، بما في ذلك رغبة تركية في "تقسيم" (أو تقسيم الجزيرة إلى أجزاء تركية ويونانية)، ورغبة يونانية في "إنوسيس" (أو اتحاد للجزيرة بأكملها مع اليونان). كان المؤيدون الرئيسيون لهذا العنف منظمة المقاومة التركية والجماعات شبه العسكرية القبرصية اليونانية، على الرغم من أنه ليس من الواضح مقدار العنف الذي يمكن أن يُعزى في الواقع إلى التوجيهات الصادرة عن هذه الجماعات.
في منتصف عام 1964، أدركت الحكومة القبرصية اليونانية أن القبارصة الأتراك، الذين كانوا الآن قد انحسروا في جميع أنحاء البلاد تقريبًا، أصبحوا مجهزين بشكل جيد بشكل متزايد بالأسلحة الصغيرة والأسلحة الآلية وقذائف الهاون التي لم تكن متاحة من خلال منافذ الدخول القانونية. تم الاشتباه على الفور في حوض المياه العميقة الذي يسيطر عليه القبارصة الأتراك في كوكينا، في منطقة تيليريا، على أنه نقطة تركيز لنقطة شحن تركية لتزويد القبارصة الأتراك بالأسلحة من البر الرئيسي لتركيا.
كانت كوكينا نقطة محورية في توفير الأسلحة لمنظمة المقاومة التركية من تركيا منذ عام 1958. تم تنفيذ شحنة الأسلحة من قبل السكان المحليين باستخدام قوارب التجديف الصغيرة، وقد بدأت كمبادرة محلية لثلاثة شبان في أغسطس 1958. كان هؤلاء الشبان قد جذفوا إلى تركيا دون موافقة من رؤوف دنكطاش واعتقلوا هناك، لكن إدراكًا منهم للقيمة التي كان لها هذا المشروع لتوفير الأسلحة، بدأت السلطات التركية والقبرصية التركية في استخدام الميناء لشحنات الأسلحة السرية المنتظمة.  في أعقاب اندلاع أعمال العنف الطائفي، بدأ القبارصة الأتراك في رشوة الجنود الأجانب المتمركزين في الجزيرة لنقل الأسلحة إلى الجيوب التركية الأخرى. في 27 مايو 1964، ألقت السلطات القبرصية اليونانية القبض على كيث مارلي، رائد بريطاني، بينما كان ينقل أسلحة من كوكينا. واعترف بأنه فعل ذلك خمس مرات في الماضي وأن زملاء آخرين شاركوا في ترتيبات مماثلة. 
كان رد فعل القبارصة اليونانيين تدافعًا على التسلح. في عام 1965، تم تركيب محطة رادار للمراقبة في جبل كورماكيتيس في منطقة كيرينيا من أجل مراقبة تحركات الشحن غير القانونية بين تركيا وكوكينا، وتم شراء ما مجموعه ستة زوارق هجومية بحرية سريعة من الاتحاد السوفيتي من أجل مضاعفة قوة البحرية القبرصية ثلاث مرات. وكتدبير إضافي، تمركز زورقان حربيان ثقيلان للدوريات القبرصية اليونانية بالقرب من مورفو لشن هجوم بحري، إذا دعت الحاجة إلى ذلك.
وبينما ظلت اليونان صامتة إلى حد كبير بشأن مسألة نقطة الشحن في كوكينا، أعطت الحكومة اليونانية تأكيدات للقبارصة اليونانيين بأنها ستدعم تدخلاً مسلحًا في كوكينا، إذا أصبح الوضع لا يطاق. وكان قائد الحرس الوطني القبرصي اليوناني جورجيوس جريفاس قد عاد إلى قبرص من أثينا في أواخر يوليو 1964، بعد استقباله مع أعضاء الحكومة اليونانية. وبعد ذلك بوقت قصير، بدأ القبارصة اليونانيون في التعبئة من أجل تدخل مسلح في كوكينا، على الرغم من التهديدات التركية بالتدخل المضاد بالقوة في حال حدوث ذلك.

## المعركة

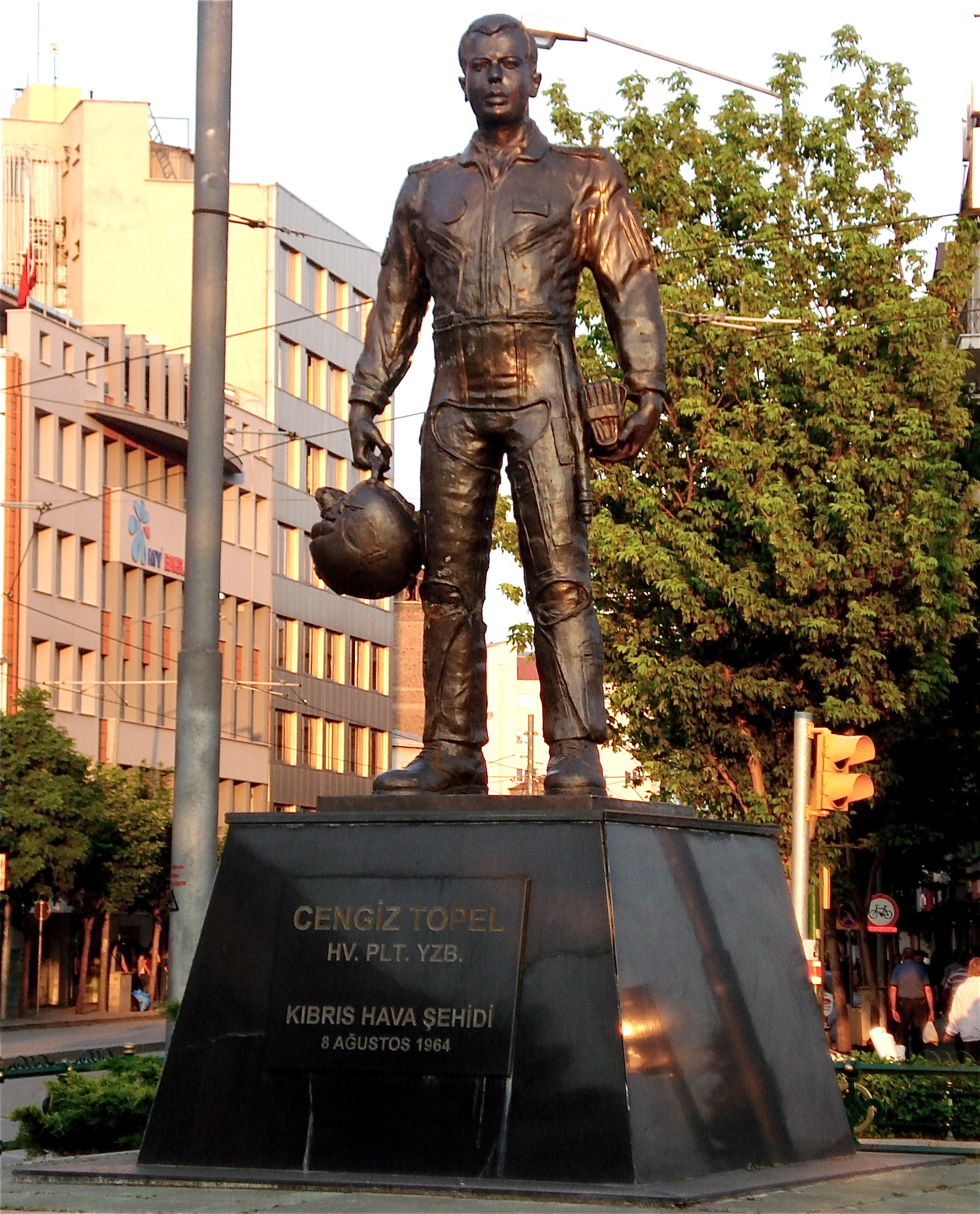
تمثال للطيار التركي جنكيز توبل في اسكي شهر بتركيا وهو من الطيارين الذين أرسلتهم تركيا لقصق مواقع في جمهورية قبرص.

في الأيام التي سبقت الغزو، بدأ الحرس الوطني القبرصي في حشد قوات المشاة والمدفعية والمدرعات لشن هجوم على كوكينا. في 6 أغسطس 1964، بدأ الحرس الوطني القبرصي هجومه. لمدة يومين، وفرت قوات الحرس الوطني القبرصي الدعم بستة مدافع من عيار 25 ملم وحوالي 12 مدفع هاون، بالتنسيق مع نيران مدافع عيار 20 ملم و40 ملم من زوارق دورية البحرية القبرصية فايثون وأريون. في ظل هذا الوابل، تقدم المشاة ببطء إلى الجيب بغطاء من نيران المدافع الرشاشة، لكنهم اكتشفوا أن القبارصة الأتراك نظموا مدافعهم الآلية ومدافع الهاون الخاصة بهم في تشكيل فعال. سرعان ما تدهورت المعركة إلى تبادل منخفض الكثافة للقنص ونيران الدعم، حيث حفر كلا الجانبين الخنادق والتحصينات في التضاريس الصعبة.
في 8 أغسطس 1964، بعد الانتظار لمدة يومين تقريبًا، تدخلت تركيا، بمجرد أن أصبح واضحًا أن القبارصة اليونانيين لن ينسحبوا من كوكينا، وسيفرضوا حصارا حتى نفاد الإمدادات من القبارصة الأتراك.
في صباح يوم 8 أغسطس، هاجمت طائرات سلاح الجو التركي زورقي الدورية فايثون وآريون أثناء إبحارهما بالقرب من ميناء زيروس في خليج مورفو. بدأت القوارب في مناورات مراوغة وأطلقت نيرانًا مضادة للطائرات. تم قصف فايثون بسرعة واشتعلت فيه النيران، مما أسفر عن مقتل سبعة من أفراد الطاقم وإصابة عدد آخر. وتمكن الطاقم الناجي من توجيه الزورق إلى الساحل ثم ترك السفينة.
شن تشكيل ثان من طائرات إف-100 سوبر سابر التركية هجوما على الزورق آريون من ارتفاع منخفض. أسقط الدفاع القبرصي اليوناني إحدى الطائرات. استطاع الطيار التركي من الخروج من طائرته، ولكن بمجرد أن وطأت قدمه الأرض، تعرض للضرب حتى الموت على يد القرويين الغاضبين. 
تم الإبلاغ عن وقوع إصابات في صفوف المدنيين القبارصة نتيجة لهجمات جوية مكثفة على عدة مواقع مأهولة بالسكان. 
كما هاجمت الطائرات التركية مواقع احتلها الحرس الوطني القبرصي، مما أسفر عن مقتل عدد من الأفراد العسكريين وتدمير عربة مصفحة من طراز مارمون هيرينجتون.

## النتائج
كانت النتيجة الجغرافية المباشرة للصراع في منطقة تيليريا أنه تم إخلاء أربع قرى وتم تقليص جيب كوكينا فعليًا إلى رأس جسر ضيق.  ومع ذلك، فشل الحرس الوطني القبرصي اليوناني في اقتحام الدفاعات الداخلية للجيب، وبالتالي ترك رأس الجسر التركي سليمًا بشكل أساسي.
توقف القتال في المنطقة في 10 أغسطس 1964، ولكن تضاءلت قيمة كوكينا للجيش التركي، حيث عزل القبارصة اليونانيون الجيب عن الطريق الساحلي وطوقوها لضمان تدميرها بحلول 1965.
في 20 يوليو 1974، شنت تركيا غزوًا للجزيرة، بعد انقلاب برعاية المجلس العسكري اليوناني ضد الرئيس مكاريوس، بهدف توحيد الجزيرة مع اليونان. وقع الهجوم التركي الثاني، الذي أطلق عليه اسم أتيلا 2، بين 14 و18 أغسطس 1974، وامتد إلى أقصى الغرب حتى جيب كوكينا.
حاليًا، كوكينا (التي تعرف بالتركية باسم إرينكوي) هي جيب معزول في شمال قبرص. لم يكن الوصول إليها متاحًا إلا عن طريق البحر لمدة 46 عامًا، إلا أنه منذ عام 2010 أصبح بالإمكان الوصول إليها عن طريق البر، بعد فتح نقطة تفتيش بين كاتو بيرغوس وليمنيتيس.  